# Schade (Adelsgeschlechter)
Schade ist der Name zweier westfälischer Adelsgeschlechter. Das eine, mit dem Mühleisen im Wappen, war vor allem im Sauerland begütert. Das andere, mit dem Helm im Wappen, wirkte vor allem im Münsterland, im Emsland und im Oldenburger Münsterland.

## Schade (mit dem Mühleisen im Wappen)

Wappen derer von Schade

### Geschichte
Es handelt sich um ein uradliges ritterbürtiges und stiftsfähiges Geschlecht aus dem Herzogtum Westfalen. Ein Vertreter der Familie wird im 12. Jahrhundert genannt. Dieser hatte Besitz bei Rüthen. Urkundlich erscheint das Geschlecht erstmals 1238 mit dem Ritter Antonius Scathe.
Die Familie spaltete sich in mehrere Linien auf. Es bildeten sich die Linien Schade-Blessenohl-Antfeld, Schade-Salwey, Schade-Grevenstein-Ahausen und Schade-Engar, letztere im Hochstift Paderborn ansässig. Im Jahr 1845 erhielt das Geschlecht die Anerkennung des preußischen Freiherrenstandes. Am Ende des 19. Jahrhunderts existierte nur noch die Linie in Ahausen.

### Besitzungen
Von 1427 bis zum Verkauf 1817 gehörte Haus Blessenohl der Familie. Reinhard Caspar von Schade zu Blessenohl kaufte 1686 und 1691 die beiden hälftigen Anteile am Gut Antfeld. Von 1705 bis 1735 ließ Bernhard Christof von Schade an der Stelle eines älteren Vorgängerbaus das heutige Schloss, eine barocke Dreiflügelanlage, errichten. Um 1800 starb diese Linie aus und Antfeld kam im Erbgang an die Familie von Papen-Lohe, die es bis heute besitzt.+

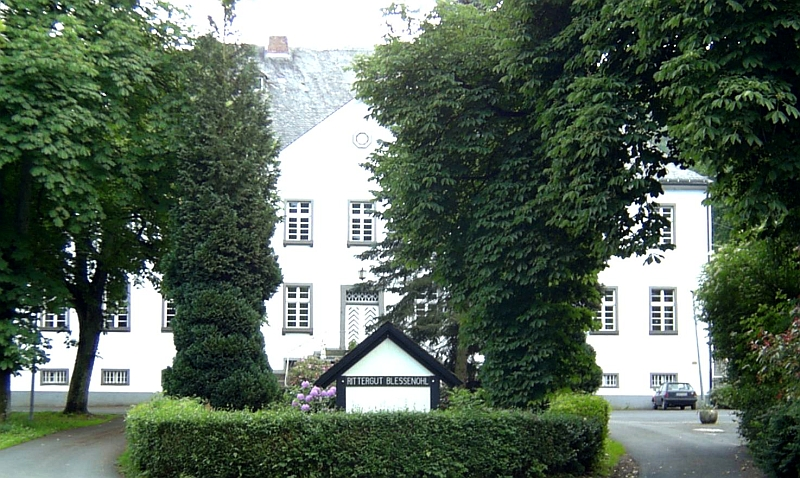
Haus Blessenohl
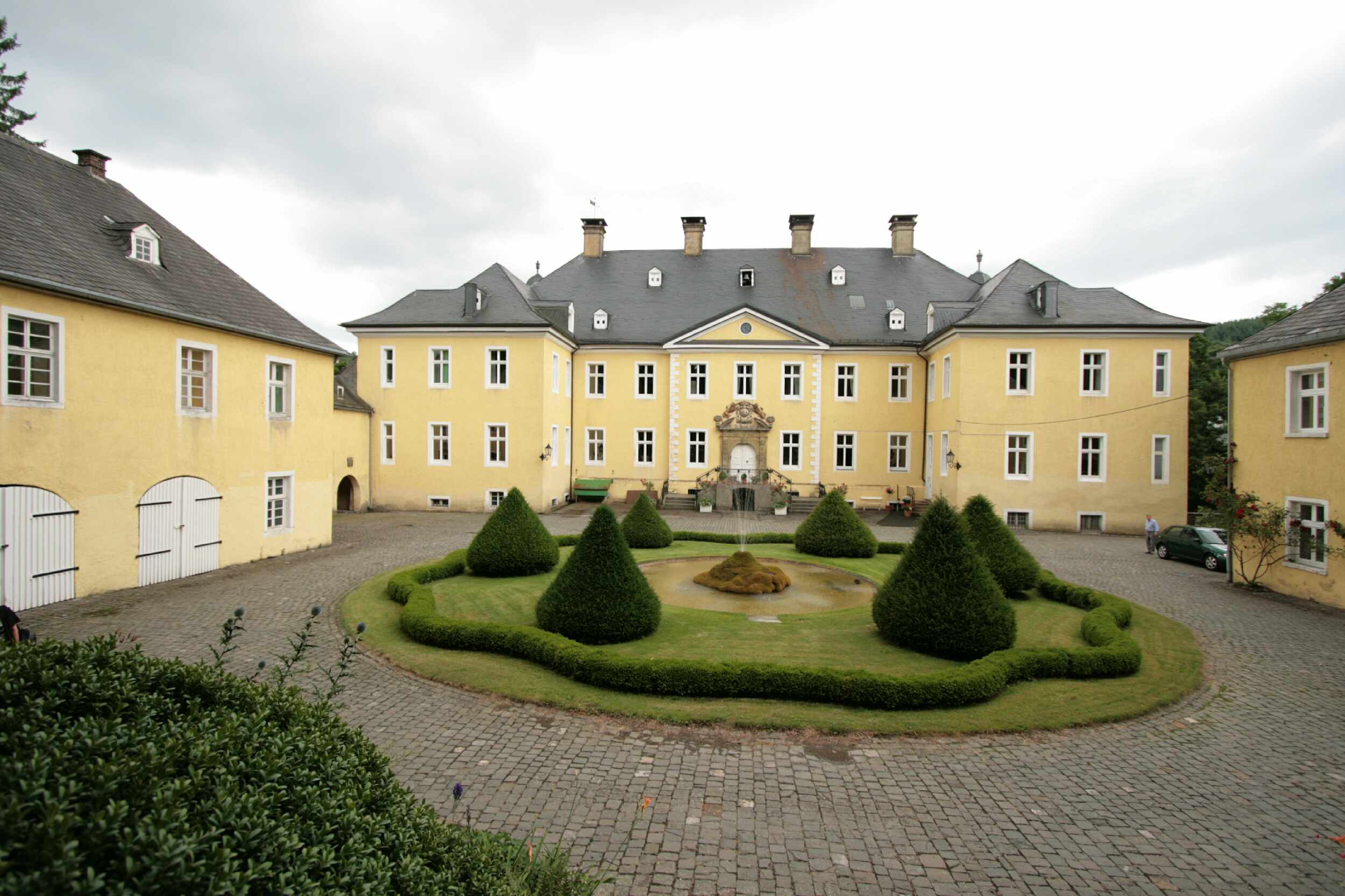
Schloss Antfeld

Die Linie Salwey besaß ihr Stammgut seit 1500. Um 1540 erbaute sie das Schloss Obersalwey und ließ es nach einem Brand 1834 wiederaufbauen. Sie besaß es bis 1908. Das Gut Bockum kam durch die Ehe Johann Dietrichs von Schade zur Salvey (1639–1701) mit der Erbtochter Christina Margaretha von Wesseler-Papen († 1735) an deren Stiefsohn Friedrich Wilhelm von Schade, der 1747 Elisabeth Sophie von Grevenstein ehelichte, die Erbtochter auf Gut Engar. Das Rittergut Bockum fiel durch Heirat 1841 an die von Devivere, die es 1877 verkauften, Haus Engar wurde 1845 an den Herzog von Croÿ veräußert.

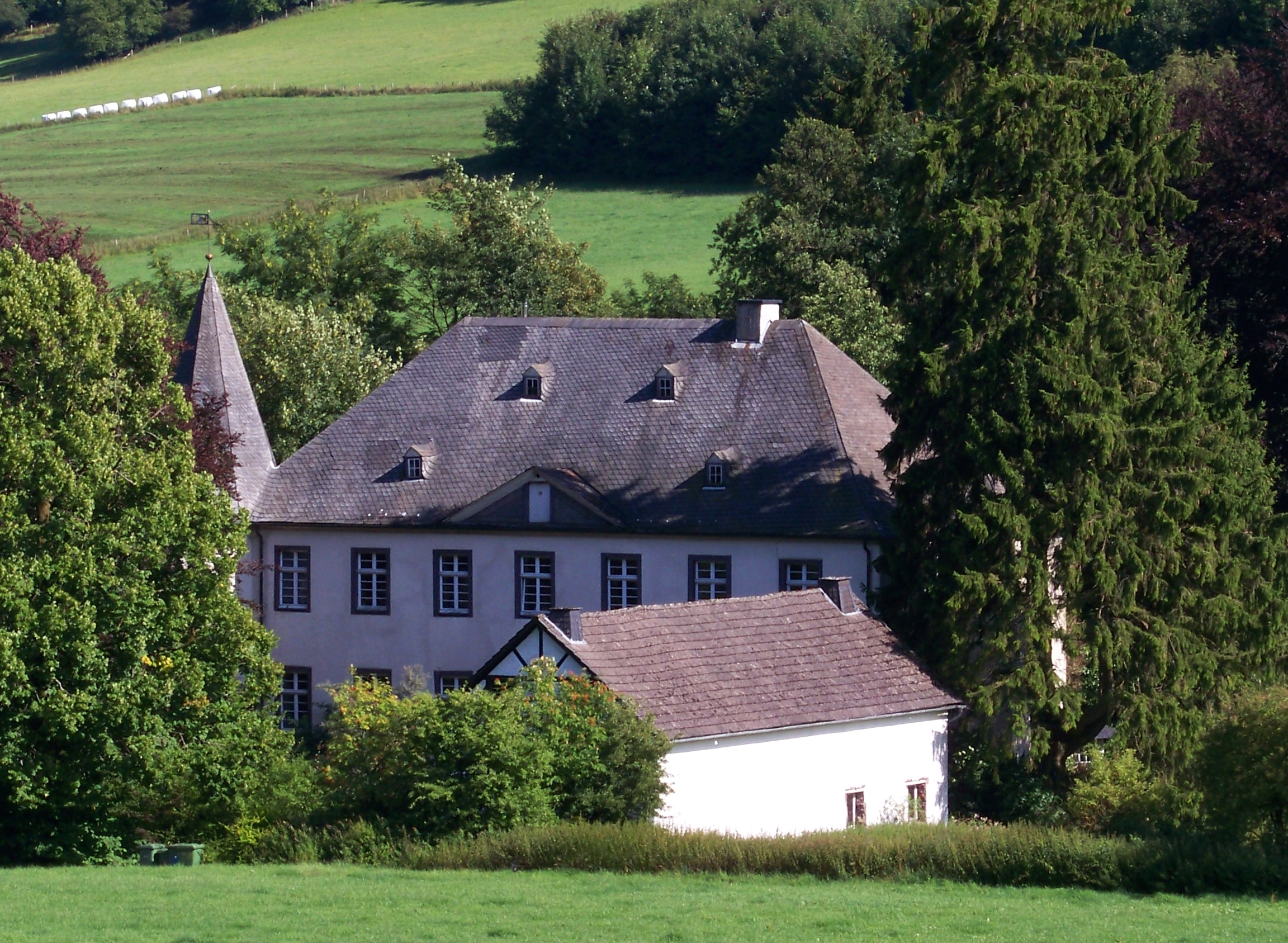
Schloss Obersalwey
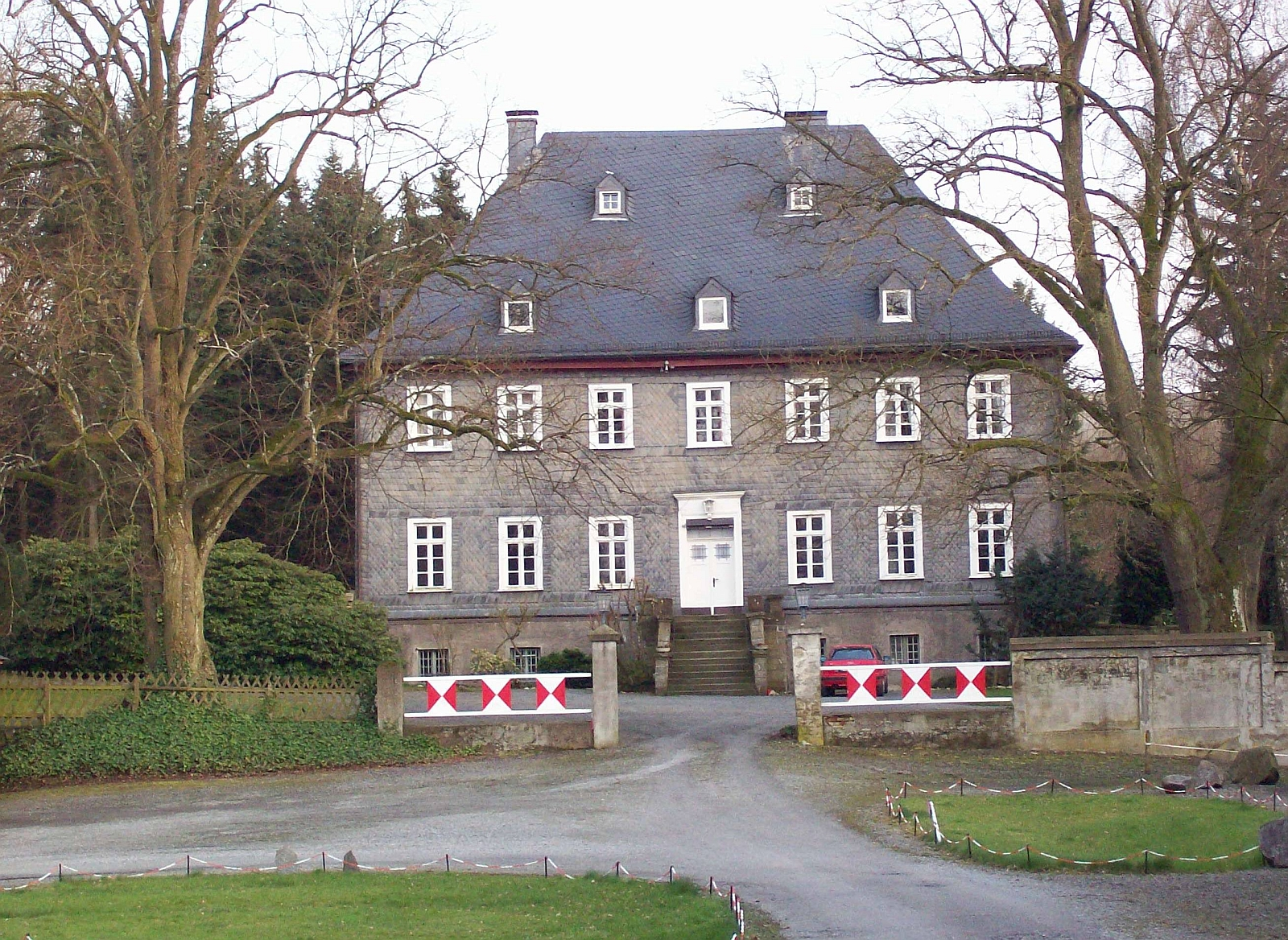
Gut Bockum

Grevenstein gehörte zur Grafschaft Arnsberg und kam 1368 an das Erzstift Köln. Die Schade dienten dort als Burgmannen und errichteten sich im 16. Jahrhundert einen neuen, bis heute existierenden Burgmannshof. Die Grevensteiner Linie kam 1642 in den Besitz von Haus Ahausen, als Johann Moritz von Schade zu Grevenstein es erwarb. 1676 wurden Herrenhaus und Vorgebäude neu errichtet, 1723 die Schlosskapelle. 1863 übertrug der Landrat Freiherr Maximilian von Schade-Ahausen das Gut Ahausen an seinen Großneffen Max Franz von Rump.
Im 16. Jahrhundert gehörte auch das Rittergut Wildshausen den Schade.

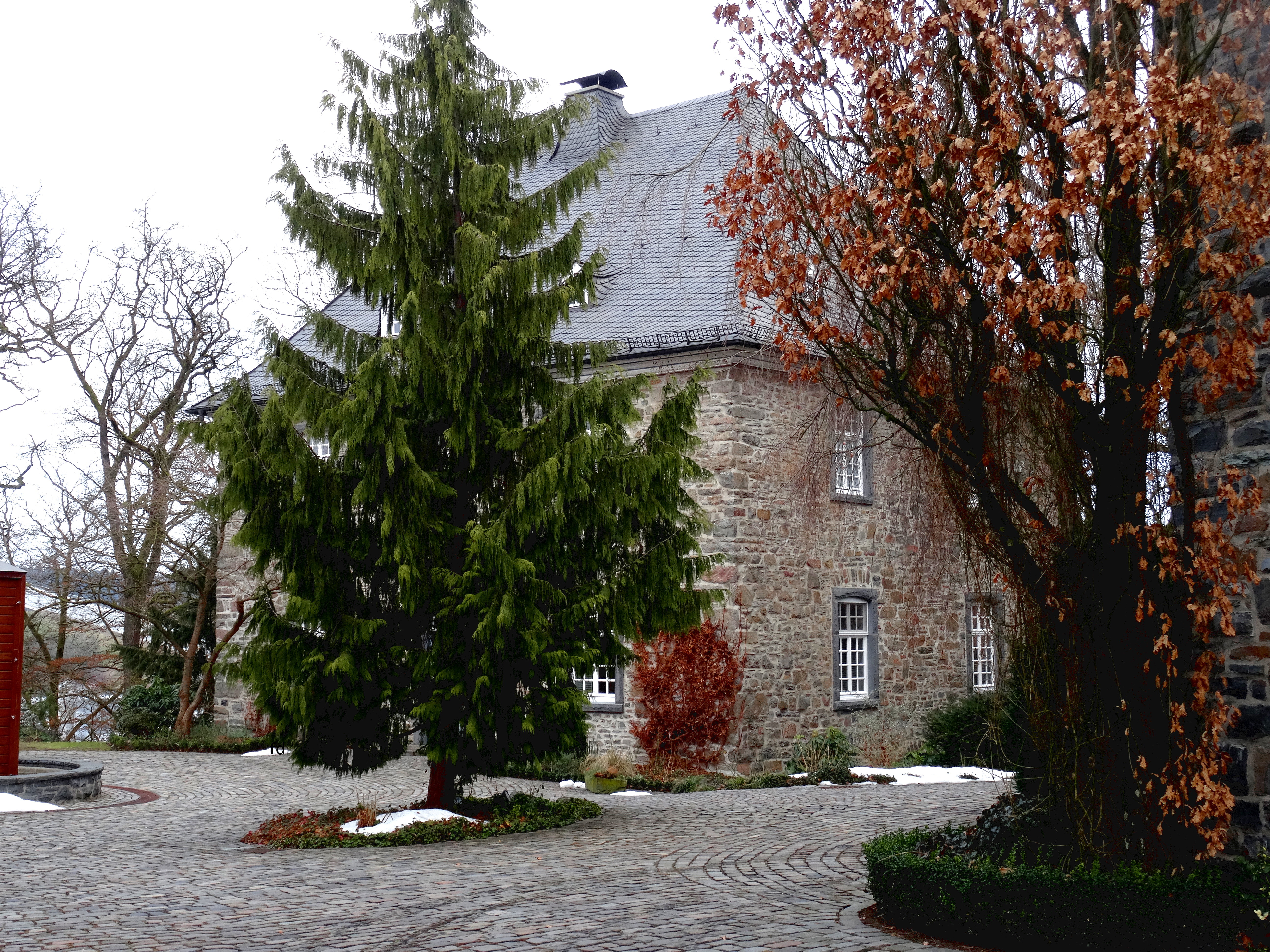
Burgmannshof in Grevenstein
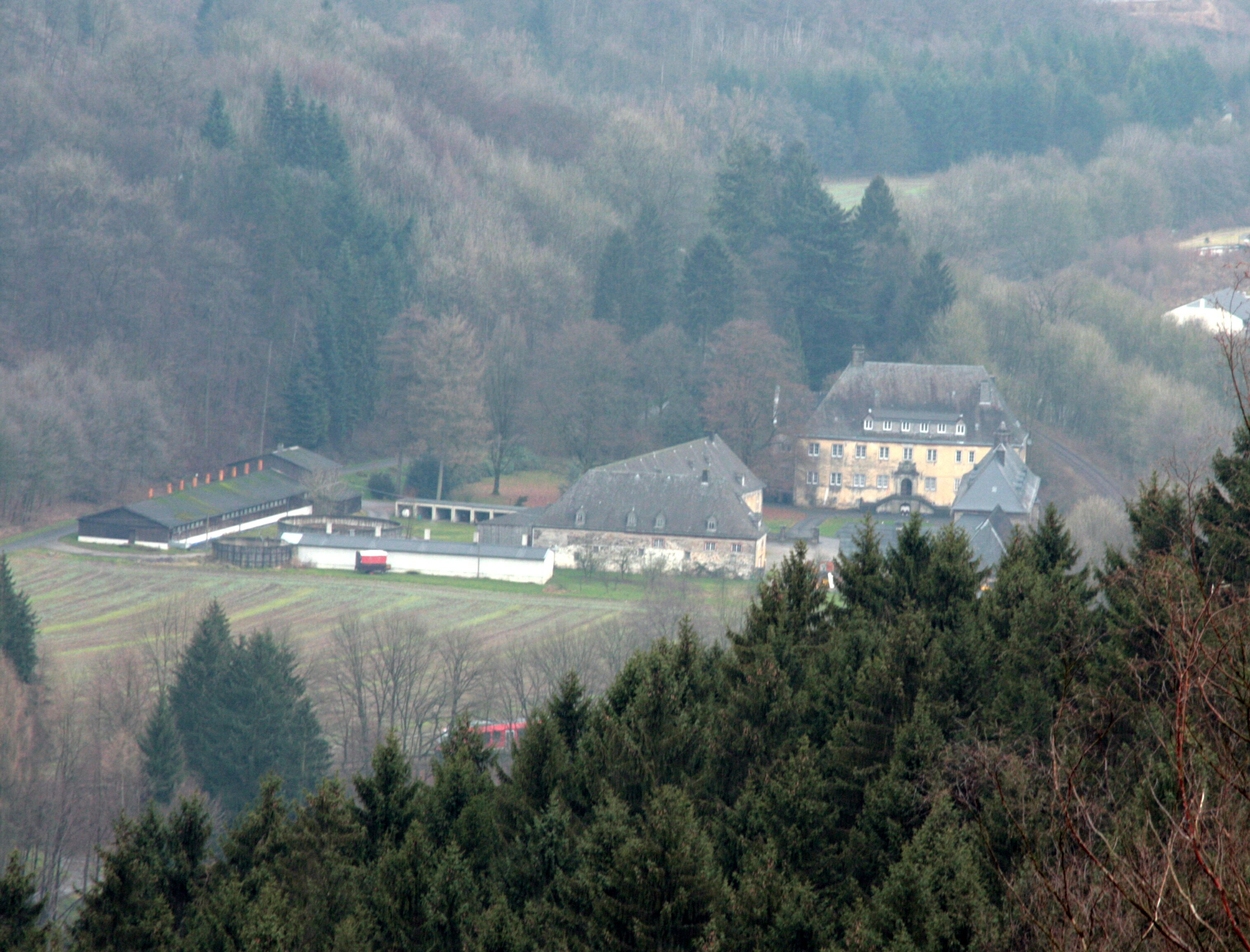
Haus Ahausen

### Personen
Ein Rötger von Schade war Abt des Klosters Grafschaft. Seit 1600 kamen die Drosten des Amtes Medebach fast ausschließlich aus der Familie von Schade. Der erste war der kurfürstliche Rat Heinrich Schade zu Grevenstein (1548–1620). Er war auch Drost von Eversberg. Auch sein Sohn Johann Moritz Schade zu Grevenstein und Ahausen hatte diese Positionen inne. Durch seine Heirat mit Anna Margarete von Plettenberg kam 1642 Haus Ahausen in den Besitz der Familie. Auch der Sohn Henning Christian von Schade zu Grevenstein war Drost in Medebach. Nachdem vorübergehend Caspar Christian Vogt von Elspe das Drostenamt in Medebach innegehabt hatte, wurde Jobst Georg von Schade zu Grevenstein 1692 dort Drost. Heinrich Christoph Freiherr von Schade-Ahausen war kurkölnischer Kämmerer und Drost der Ämter Medebach und Eversberg. Seit 1779 war er geheimer Kurkölner Rat. Auch Maximilian Friedrich von Schade (1766–1802) war Drost der Ämter Medebach und Eversberg. Denselben Posten hatte Theodor von Schade-Ahausen inne.
Verschiedene Angehörige finden sich in den nordwestdeutschen Domstiften. Zahlreiche weibliche Angehörige des Geschlechts gehörten Damenstiften oder Klöstern an. So finden sich Damen in den Stiften Asbeck, Freckenhorst, Geseke, Fröndenberg oder im Kloster Oelinghausen. Elisabeth von Schade wird kurzzeitig 1628/29 als Äbtissin in Fröndenberg genannt. Eine Maria-Anna von Schade-Salwey war Pröpstin in Geseke.
Hermann Freiherr von Schade (1888–1966) war nationalsozialistischer Funktionär und SS-Führer. Er kandidierte mehrfach erfolglos für den Deutschen Reichstag.

### Wappen
Das Stammwappen zeigt in Gold ein rotes Mühleisen in Form von zwei roten, mit dem Rücken zusammenliegende Dreien. Auf dem Helm mit rot-goldenen Decken ein gold gekrönter rot gekleideter, mit dem Mühleisen belegter Frauenrumpf vor zwei goldenen Straußenfedern.

## Schade (mit dem Helm im Wappen)

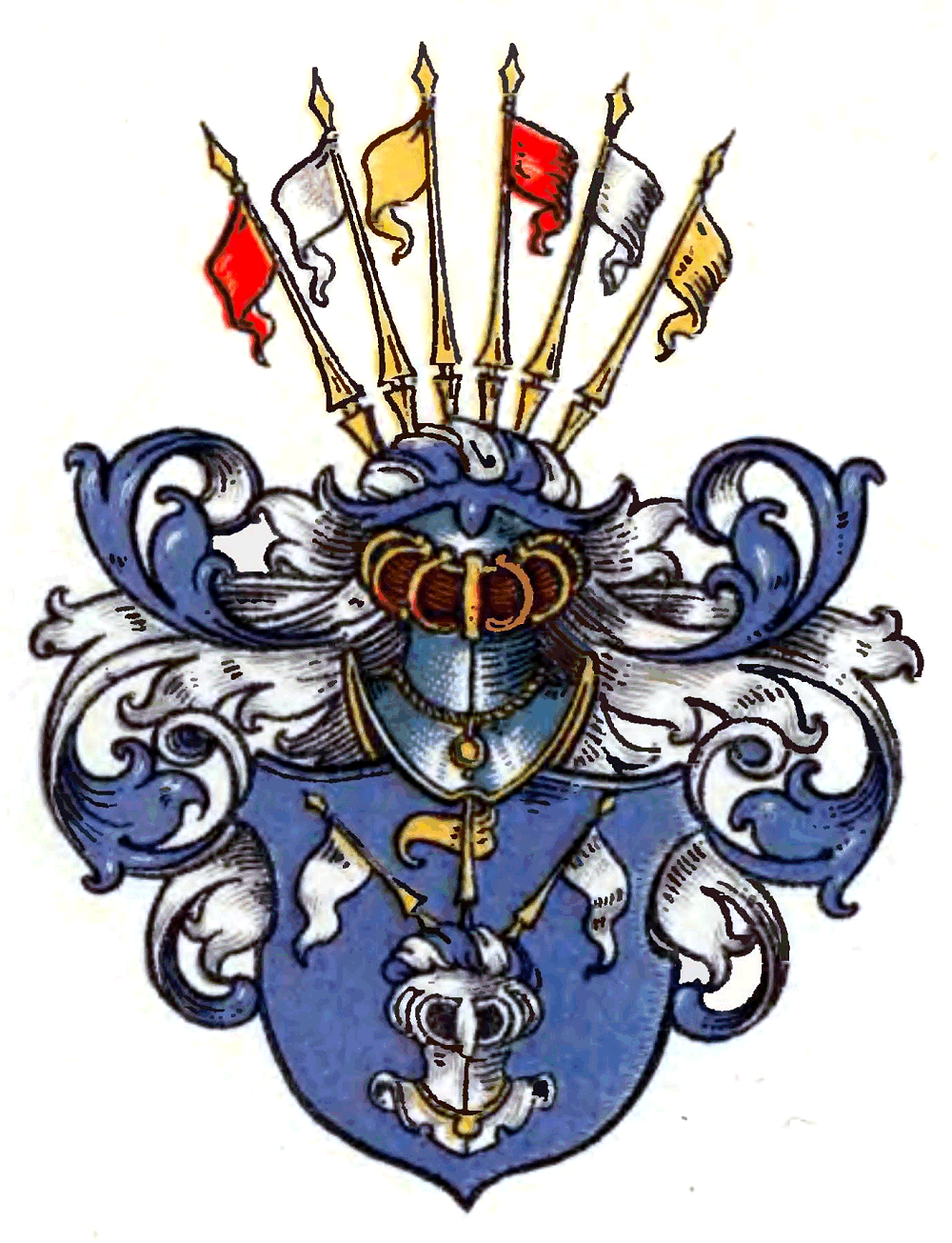
Wappen derer von Schade mit dem Helm

### Geschichte
Hierbei handelt es sich um ein ritterbürtiges Geschlecht Schade im Niederstift Münster, das von 1399 bis 1756 urkundlich belegt ist und einen Nebenzweig in Otto Schades nicht ritterbürtiger Nachkommenschaft im Oldenburger Münsterland ab 1617 bis heute hat.
Drost Heinrich Schade zu Wildeshausen erwarb 1600 das Gut Huntlosen (bis 1650 im Besitz). Seine Verwandte, Anna von Schade (1584–1644), Tochter des Adam von Schade zu Ihorst, war nach dem Tod ihres Mannes Dodo zu Innhausen und Knyphausen Herrin des Emslandes.
Petronella Elisabeth (* um 1590, † nach 1639), Tochter des Otto Schade zu Ihorst und der Petronella Budde, heiratete 1623 Karl Viktor von Ripperda, unter anderem Herr zu Burg Venhaus, der in erster Ehe mit Anna von Münster zu Meinhövel († 1621 kinderlos) vermählt war. Sie baute 1632 die von Tillys Truppen zerstörte Burg Venhaus wieder auf. Der aufwendige Grabstein des Ehepaars Ripperda-Schade befindet sich in der Kirche St. Vitus (Lünne).
Wilhelm Diedrich von Schade errichtete 1695 das Haus Landegge, das bis 1756 im Familienbesitz blieb.

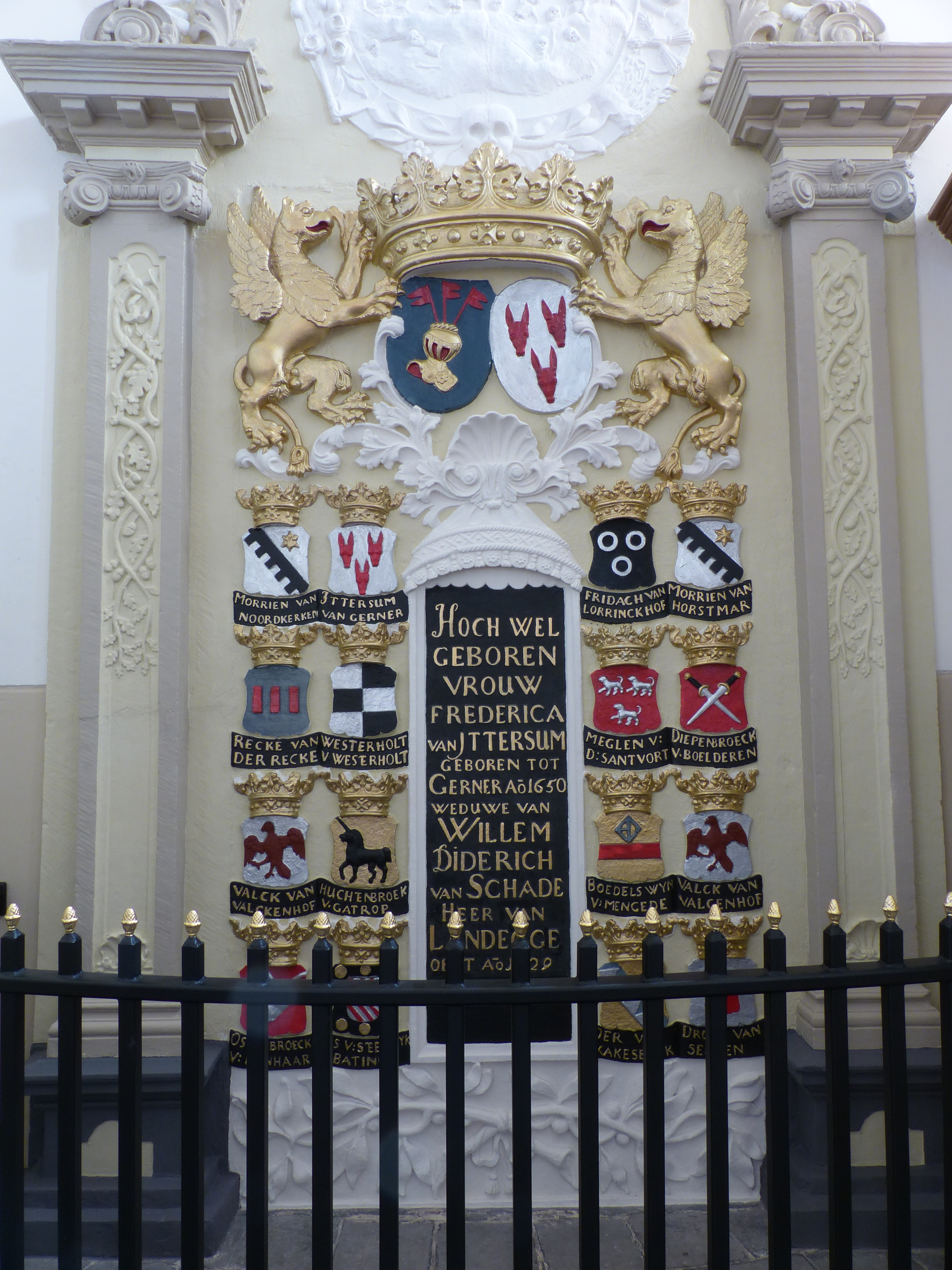
Grabmonument für Frederica van Ittersum, Witwe des Willem Diderich van Schade († 1629), in der Schildkerk im niederländischen Rijssen
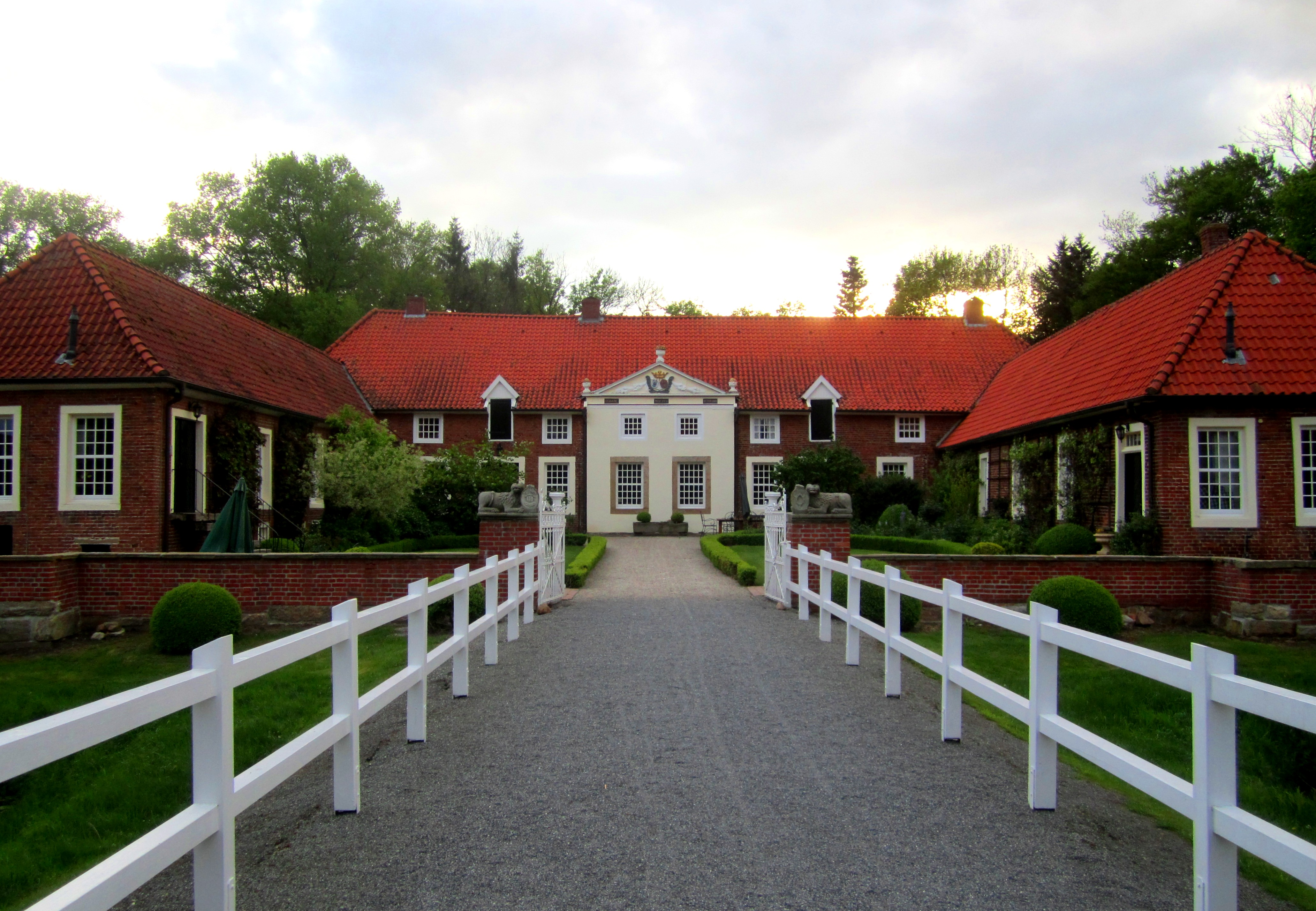
Haus Landegge
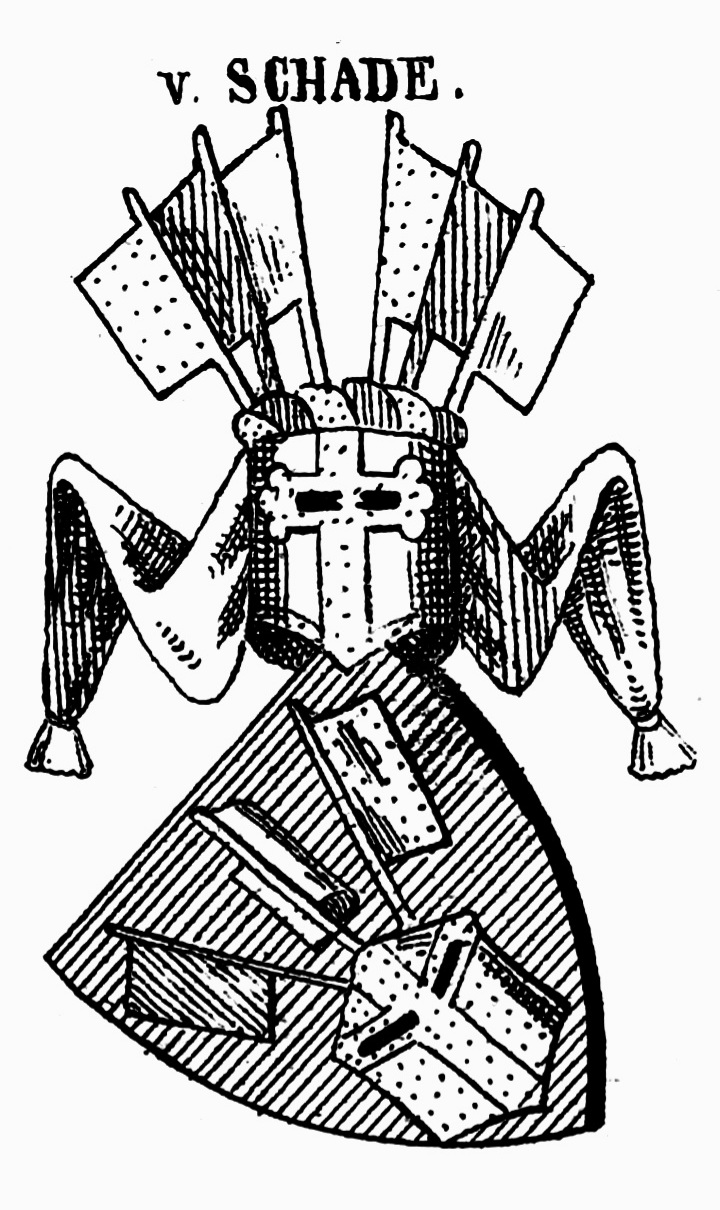
Stammwappen, gotischer Stil
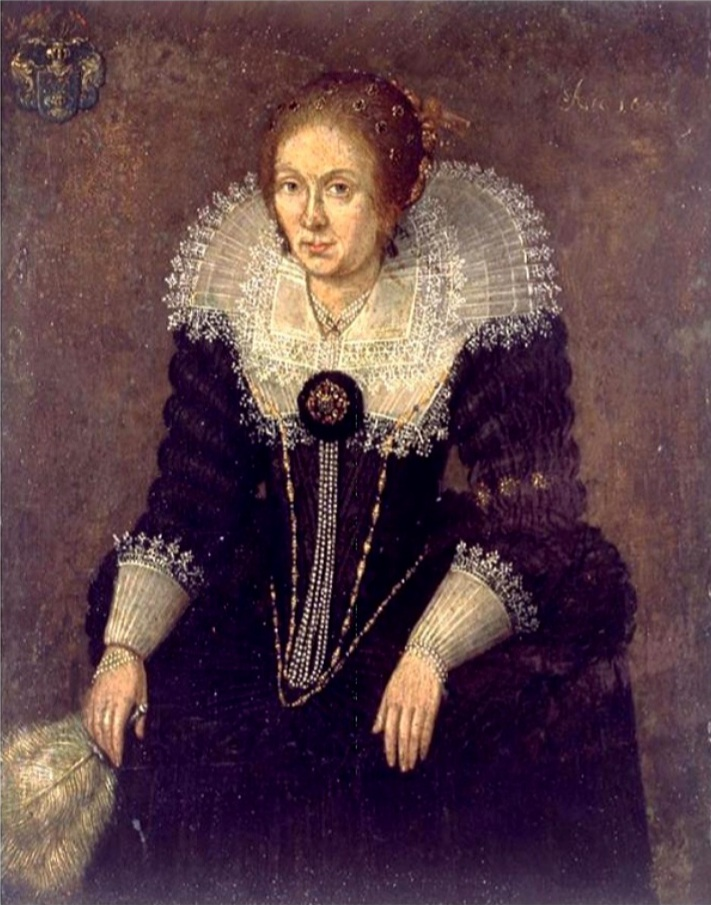
Petronella Elisabeth von Schade, vermählte von Ripperda zu Venhaus

### Wappen
Das Wappen zeigt in Blau einen silbernen Helm mit blau-silbernem Wulst, darüber drei goldene Turnierlanzen, die rechte und linke mit silberner, die mittlere mit goldener Flagge. Auf dem bewulsteten Helm mit blau–silbernen Decken mit sechs solcher Lanzen mit rot–silbern–goldenen von rechts nach links wechselnden Flaggen.